# Bogumił Kobiela

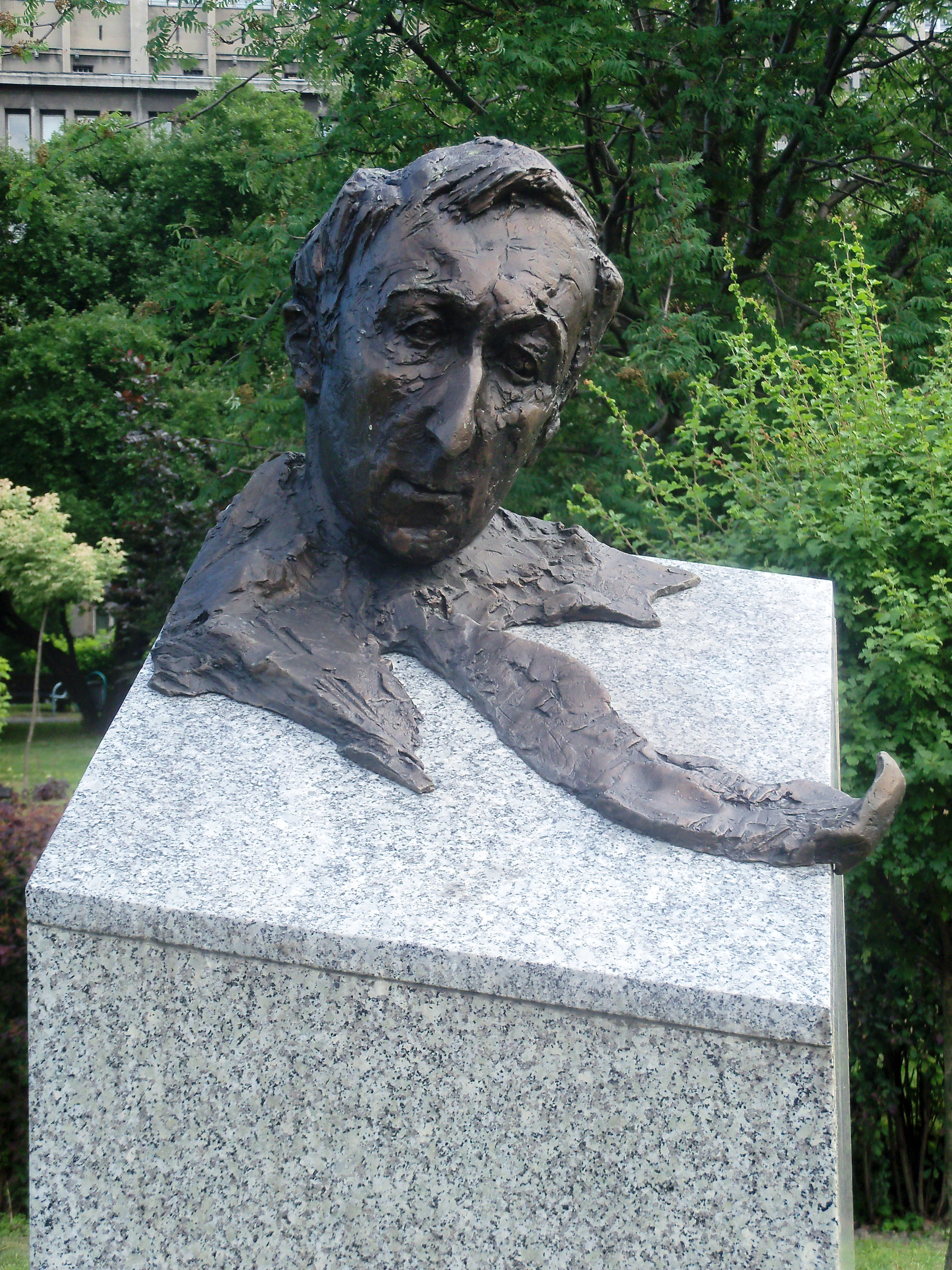
Denkmal für Bogumił Kobiela in Kattowitz

Bogumił Kobiela (* 31. Mai 1931 in Kattowitz; † 10. Juli 1969 in Danzig) war ein polnischer Schauspieler.

## Leben und Wirken
Kobiela wollte nach dem Besuch des Gymnasiums eigentlich Wirtschaft studieren, entschloss sich dann aber 1949 doch zum Besuch der Staatlichen Schauspielhochschule in Krakau. Er war einer der bedeutendsten Schauspieler seiner Generation und Hauptvertreter der so genannten polnischen Schule, die ihren Schwerpunkt mit wichtigen Arbeiten der Regisseure Andrzej Munk, Andrzej Wajda und Jerzy Kawalerowicz in den Jahren der kurzzeitigen kulturellen Liberalisierung nach 1956 hatte.
In seiner Jahrgangsklasse lernte er Zbigniew Cybulski kennen, mit dem ihn eine lebenslange enge Freundschaft verband. Nach Abschluss des Studiums im Jahre 1953 nutzte eine Gruppe von Schülern das sich abzeichnende Tauwetter nach dem Tode Stalins zur Gründung des ersten Studententheaters Polens in Danzig, das unter dem Namen Teatr Bim-Bom bis 1958 existierte und auch Kabarett machte. Zu den Gründern gehörten neben Kobiela und Cybulski auch der Autor Jacek Fedorowicz und der junge Sławomir Mrożek. Ihre Erlebnisse aus dieser Zeit hielten Kobiela und Cybulski in einem Drehbuch fest, das Janusz Morgenstern mit dem Titel Auf Wiedersehen bis morgen 1960 in Danzig verfilmte. Kobiela ging 1961 nach Warschau, wo er bis 1963 am Teatr Ateneum spielte, von 1963 bis 1966 in den Kabaretts Dudek und Wagabunda, ab 1966 beim Teatr Komedia.
Kobiela machte sich relativ früh einen Namen als Komödienschauspieler. Seine erste Filmrolle hatte er bereits 1953. 1957 bekam er seinen ersten größeren Auftritt in Andrzej Munks Film Eroica, ein Jahr später spielte er in Andrzej Wajdas legendären Film Asche und Diamant die Rolle des Drewnowski. Bis zum heutigen Tage mit der Person Kobielas verbunden ist jedoch die Rolle des Bürgers Piszczyk in Andrzej Munks Film Das schielende Glück (Zezowate Szczęście) aus dem Jahre 1960. Diesen Titel trägt auch ein Film über Kobiela, der 1996 entstand.
Kobiela, der in insgesamt 25 Filmen mitspielte, starb bei einem Verkehrsunfall im Jahre 1969, zwei Jahre nach dem Tod seines Freundes Cybulski. Begraben ist er in Tenczynek in der Woiwodschaft Kleinpolen.

## Filmografie
- 1953: Trzy opowieści
- 1954: Kariera
- 1955: Zaczarowany rower
- 1955: Trzy starty
- 1956: Szkice węglem
- 1957: Eroica Polen 44 (Eroica)
- 1958: Pożegnania

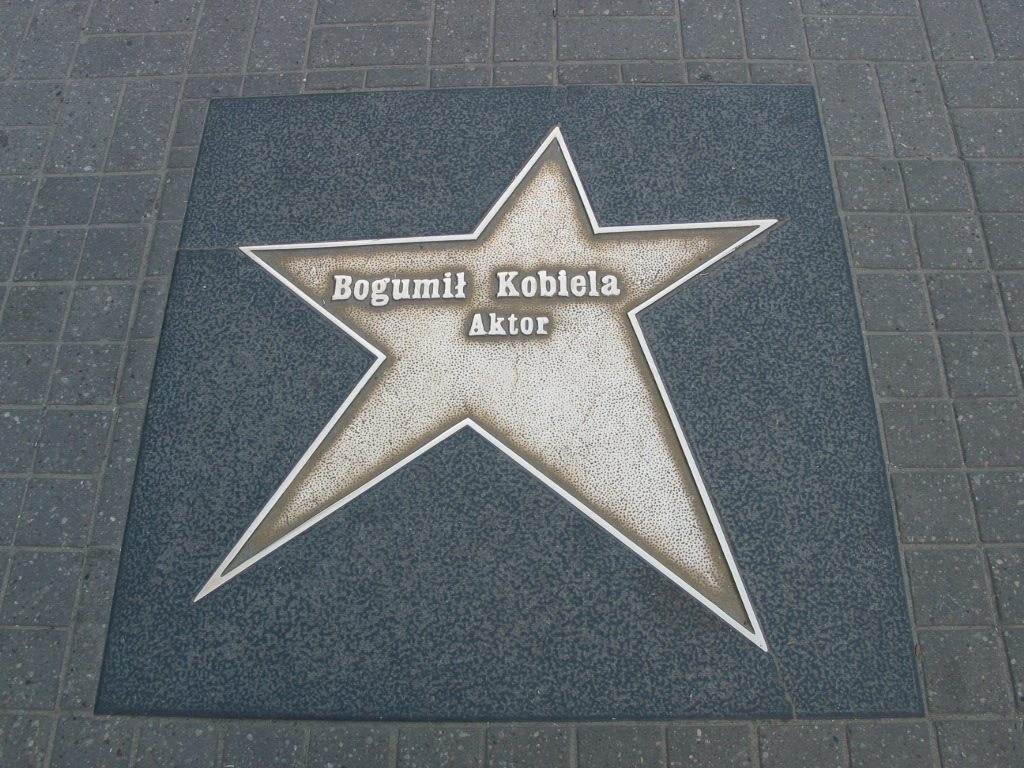
Kobielas Stern auf dem Walk of Fame in Łódź

- 1958: Asche und Diamant (Popiół i diament)
- 1959: Inspekcja pana Anatola
- 1959: Awantura o Basię
- 1960: Das schielende Glück (Zezowate Szczęście)
- 1960: Rozstanie
- 1961: Die Geschichte vom Saffianschuh (Historia żółtej ciżemki)
- 1962: Nad wielką wodą
- 1962: Slanceto i syankata
- 1962: Spóźnieni przechodnie
- 1963: W polskich górach
- 1963: Kobiela na plaży
- 1963: Polizeiaktion Nektar (Kryptonim Nektar)
- 1963: Zacne grzechy
- 1964: Die Handschrift von Saragossa (Rękopis znaleziony w Saragossie)
- 1965: Trzy kroki po ziemie
- 1966: Maria und Napoleon (Marysia i Napoleon)
- 1966: Nowy pracownik
- 1966: Małżeństwo z rozsądku
- 1966: Piekło i niebo
- 1966–1968: Klub profesora Tutki
- 1967: Klub szachistów
- 1967: Co to jest Dudek?
- 1967: Poradnik matrymonialny
- 1967: Szach i mat!
- 1967: Paryż–Warszawa bez wizy
- 1967: Hände hoch! (Ręce do góry)
- 1967: To jest twój nowy syn
- 1968: Hasło Korn
- 1968: Lalka
- 1968: Der Mann mit der 2-Zimmerwohnung (Człowiek z M-3)
- 1968: Przekładaniec
- 1969: Alles zu verkaufen (Wszystko na sprzedaż)
- 1969: Przygody Pana Michała
- 1969: Kulig
- 1969: Pierwszy dzień w pracy
- 1969: Nowy